# Order Jugosłowiańskiej Gwiazdy

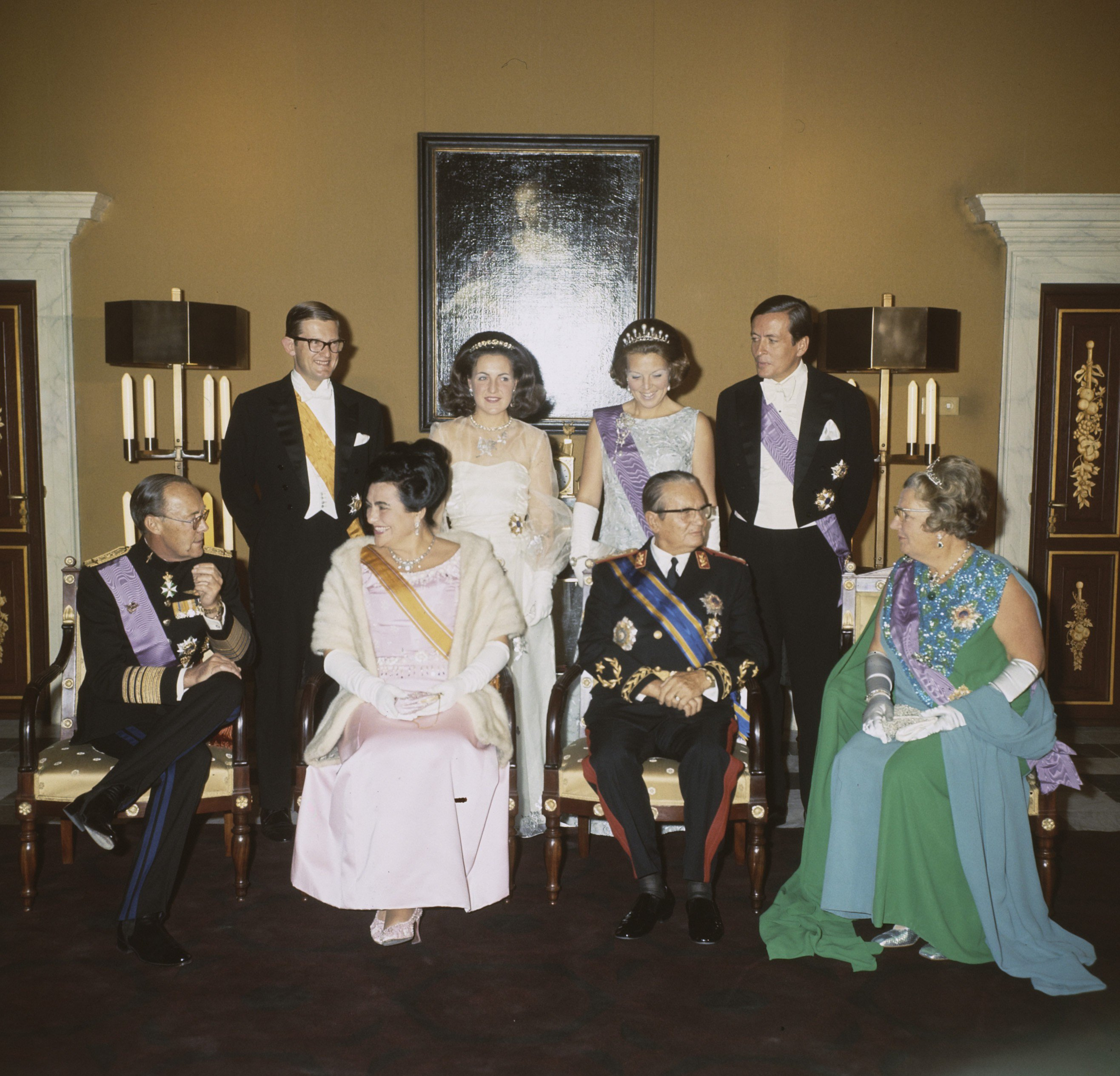
Josip Broz Tito i jego żona Jovanka z członkami holenderskiej rodziny królewskiej. Królowa Juliana nosi gwiazdę i wstęgę Wielkiej Jugosłowiańskiej Gwiazdy, podczas gdy Tito ma na sobie gwiazdę i wstęgę Krzyża Wielkiego Orderu Lwa Niderlandzkiego (Tito ma również na piersi Wielką Jugosłowiańską Gwiazdę). Książę Bernhard ma na sobie Jugosłowiańską Gwiazdę ze Wstęgą, a Jovanka ma na sobie wstęgę Krzyża Wielkiego Orderu Korony. 21 października 1970

Order Jugosłowiańskiej Gwiazdy (serb. Орден југословенске звезде / Orden jugoslavenske zvijezde, słoweń. Red jugoslovanske zvezde, mac. Орден на jугословенската звезда) – najwyższe odznaczenie państwowe komunistycznej Jugosławii i drugie w kolejności odznaczenie Federalnej Republiki Jugosławii.

## Historia
Order Jugosłowiańskiej Gwiazdy został ustanowiony przez Prezydenta Jugosławii Josipa Broz Tito 1 lutego 1954 roku i był podzielony na cztery klasy. Najwyższa klasa, Wielka Jugosłowiańska Gwiazda, przeznaczona była wyłącznie dla głów państw „za wybitne zasługi w rozwijaniu i utrwalaniu pokojowej oraz przyjaznej współpracy pomiędzy krajami”. Pierwszy taki order został wręczony cesarzowi Etiopii Hajle Syllasje I.
1 marca 1961 roku znowelizowano jugosłowiańską Ustawę o Odznaczeniach i od tej pory order posiadał następujące klasy:
- Wielka Jugosłowiańska Gwiazda – najwyższe odznaczenie SFR Jugosławii;
- Jugosłowiańska Gwiazda ze Wstęgą (przed 1961 Order Jugosłowiańskiej Gwiazdy I klasy) – 6. najwyższe odznaczenie SFR Jugosławii;
- Jugosłowiańska Gwiazda ze Złotym Wieńcem (przed 1961 Order Jugosłowiańskiej Gwiazdy II klasy) – 14. najwyższe odznaczenie SFR Jugosławii;
- Jugosłowiańska Gwiazda na Chuście (przed 1961 Order Jugosłowiańskiej Gwiazdy III klasy) – 24. najwyższe odznaczenie SFR Jugosławii.

W 1972 roku ponownie znowelizowano Ustawę o Odznaczeniach, tak aby Wielka Jugosłowiańska Gwiazda mogła być nadawana nie tylko głowom państw, ale także obywatelom Jugosławii za „rewolucyjną pracę i wybitne zasługi dla rozwoju SFRJ, za rozwój i wzmacnianie świadomości naszych obywateli w walce o rozwój socjalizmu, o wolność i niepodległość naszej ojczyzny, a także za niezwykle cenny wkład w umacnianie pokojowej współpracy i przyjaznych stosunków pomiędzy SFRJ a innymi krajami”.
Po rozpadzie Jugosławii Federalna Republika Jugosławii (a później Serbia i Czarnogóra) nadal nadawała niektóre z odznaczeń byłej Jugosławii, w tym Order Jugosłowiańskiej Gwiazdy. Nowa Ustawa o Odznaczeniach została przyjęta w grudniu 1998 roku. Ustawa wprowadziła rozróżnienie pomiędzy Orderem Wielkiej Jugosłowiańskiej Gwiazdy (I klasa) a Orderem Jugosłowiańskiej Gwiazdy (pozostałe trzy klasy). W Federalnej Republice Jugosławii Order Wielkiej Jugosłowiańskiej Gwiazdy był drugim najwyższym odznaczeniem po Orderze Jugosławii. Wygląd insygniów nie został zmieniony.
| Baretki                                                                 | Baretki                                                                   | Baretki                                                                            | Baretki                                                                      |
| ----------------------------------------------------------------------- | ------------------------------------------------------------------------- | ---------------------------------------------------------------------------------- | ---------------------------------------------------------------------------- |
| Wielka Jugosłowiańska Gwiazda (Order Wielkiej Jugosłowiańskiej Gwiazdy) | Jugosłowiańska Gwiazda ze Wstęgą (Order Jugosłowiańskiej Gwiazdy I klasy) | Jugosłowiańska Gwiazda ze Złotym Wieńcem (Order Jugosłowiańskiej Gwiazdy II klasy) | Jugosłowiańska Gwiazda na Chuście (Order Jugosłowiańskiej Gwiazdy III klasy) |